# Bohumil Durdis
Bohumil Durdis (ur. 1 marca 1903 w Pradze, zm. 16 marca 1983 w Kopenhadze) – czechosłowacki sztangista, brązowy medalista igrzysk olimpijskich i mistrzostw świata.
Urodził się jako drugie z sześciorga dzieci Karla i Johanny. Był mistrzem Czechosłowacji w latach 1922, 1924 i 1925. Swój pierwszy medal na arenie międzynarodowej wywalczył na mistrzostwach świata w Wiedniu w 1923 roku, zdobywając brązowy medal w wadze lekkiej. Uległ tam tylko Austriakowi Rudolfowi Edingerowi i Heinrichowi Baumannowi z Republiki Weimarskiej. Taki sam wynik osiągnął podczas rozgrywanych rok później letnich igrzysk olimpijskich w Paryżu. Tym razem wyprzedzili go jedynie Edmond Decottignies z Francji i kolejny Austriak Anton Zwerina. Został jednocześnie pierwszym w historii czechosłowackim medalistą olimpijskim w tej kategorii.
Żonaty ze Zdenką, mieli dwie córki. Po II wojnie światowej wyemigrował do Danii.